# Stadionul Municipal Brăila
Stadionul Municipal Brăila este un stadion polivalent din Brăila, România. Construit în 1974 pe locul fostului stadion Vasile Roaită, este situat în parcul Monument, iar principalul beneficiar este clubul de fotbal Dacia Unirea Brăila. Cea mai importantă întrebuințare a arenei sunt partidele de fotbal, dar stadionul poate susținute și competiții naționale și europene de dirt-trak datorită pistei de care dispune, sau concerte. Are o capacitate de 20.154 de locuri, dintre care doar 6.814 pe scaune.

## Istorie
Stadionul Municipal din Brăila a fost inaugurat pe 21 august 1974, fiind construit pe fosta locație a micului stadion Vasile Roait. Inițial capacitatea stadionului era de 30.000 de locuri însă, după numeroase îmbunătățiri, montări de bănci sau scaune, capacitatea s-a redus la 25.000 ca mai apoi în 2008, după instalarea a 8.000 de scaune la Tribunele I și a II-a, capacitatea să scadă la 20.000 de locuri. 
În 2012 scaunele de la tribuna I au fost schimbate, astfel montându-se un număr de 2.694 de scaune noi în culorile alb-albastru.
Terenul este acoperit cu gazon natural, având dimensiunile 105 m x 74 m. Dispune de două tribune și peluze, având o capacitate totală de 20.194 de locuri. Stadionul are în componență 4 vestiare și o cabină pentru arbitri. În august 2008, baza sportivă a stadionului a fost modernizată, montându-se 8.000 de scaune la tribuna I și a II-a.

## Date tehnice
Stadionul Municipal Brăila beneficiază de:
- 20.194 de locuri pentru spectatori, din care 6.814 pe scaune și 1.038 acoperite;
- masa presei, studio TV;
- 21 de căi de acces;
- tabelă de marcaj electronică;
- 50 de locuri de parcare;
- aparatură de forță în valoare de peste 20.000 de euro;
- porți de fotbal mobile ;
- parapet, mai exact - un zid de jucători pentru ca fotbaliștii să poată exersa loviturile libere în timpul antrenamentelor;
- tablă tactică magnetică ;
- aparatură electronică pentru ca jucătorii să urmărească meciurile adversarilor, sau pentru a vedea ședințe de pregătire ale unor cluburi mari.

Stadionul Municipal este un stadion utilizat nu numai pentru fotbal, ci și pentru alte sporturi, dar cel mai interesant este faptul că stadionul poate organiza și curse de dirt track, de altfel fiind singura pistă de dirt track din România.

## Meciuri importante
| N°   | Data meciului      | Echipa                 | Scor | Spectatori | Competiție          |
| 1    | 17 octombrie 1990  | FC Universitatea Cluj  | 3-1  | -          | Divizia A 1990-1991 |
| 2    | 21 octombrie 1990  | Rapid București        | 1-0  | -          | Divizia A 1990-1991 |
| 3    | 10 martie 1991     | Steaua București       | 1-1  | 23.000     | Divizia A 1990-1991 |
| 4    | 21 martie 1991     | Petrolul Ploiești      | 1-0  | -          | Divizia A 1990-1991 |
| 5    | 19 mai 1991        | Dinamo București       | 2-1  | 20.000     | Divizia A 1990-1991 |
| 6    | 23 iunie 1991      | Corvinul Hunedoara     | 3-0  | -          | Divizia A 1990-1991 |
| 7    | 22 septembrie 1991 | Rapid București        | 1-0  | -          | Divizia A 1991-1992 |
| 8    | 24 noiembrie 1991  | Corvinul Hunedoara     | 1-0  | -          | Divizia A 1991-1992 |
| 9    | 15 martie 1992     | Steaua București       | 0-0  | 25.000     | Divizia A 1991-1992 |
| 10   | 31 martie 1992     | Petrolul Ploiești      | 1-0  | -          | Divizia A 1991-1992 |
| 11   | 21 iunie 1992      | Poli Timișoara         | 4-0  | -          | Divizia A 1991-1992 |
| 12   | 3 noiembrie 1992   | Etar V. Tarnovo        | 0-0  | -          | Cupa Balcanică      |
| 13   | 12 mai 1993        | FC Maramureș Baia Mare | 3-2  | -          | Cupa României       |
| 14   | 21 decembrie 1993  | Petrolul Ploiești      | 2-1  | -          | Divizia A 1993-1994 |
| 15   | 13 aprilie 1994    | Dinamo București       | 1-0  | 20.000     | Divizia A 1993-1994 |
| 16   | 28 august 1994     | Oțelul Galați          | 1-0  | 25.000     | Divizia A 1993-1994 |
| 17   | 13 otombrie 2004   | Rapid București        | 1-0  | 22.000     | Cupa României       |
| 18   | 1 decembrie 2004   | Dinamo București       | 0-2  | 26.000     | Cupa României       |
| 19   | 28 februarie 2005  | Steaua București       | 1-2  | 25.000     | Amical              |
| 20   | 23 martie 2013     | Steaua București       | 1-0  | 15.000     | Amical              |
| '21' | 17 septembrie 2015 | Dinamo București       | 2-3  | 10.000     | Cupa României       |

## Galerie de imagini

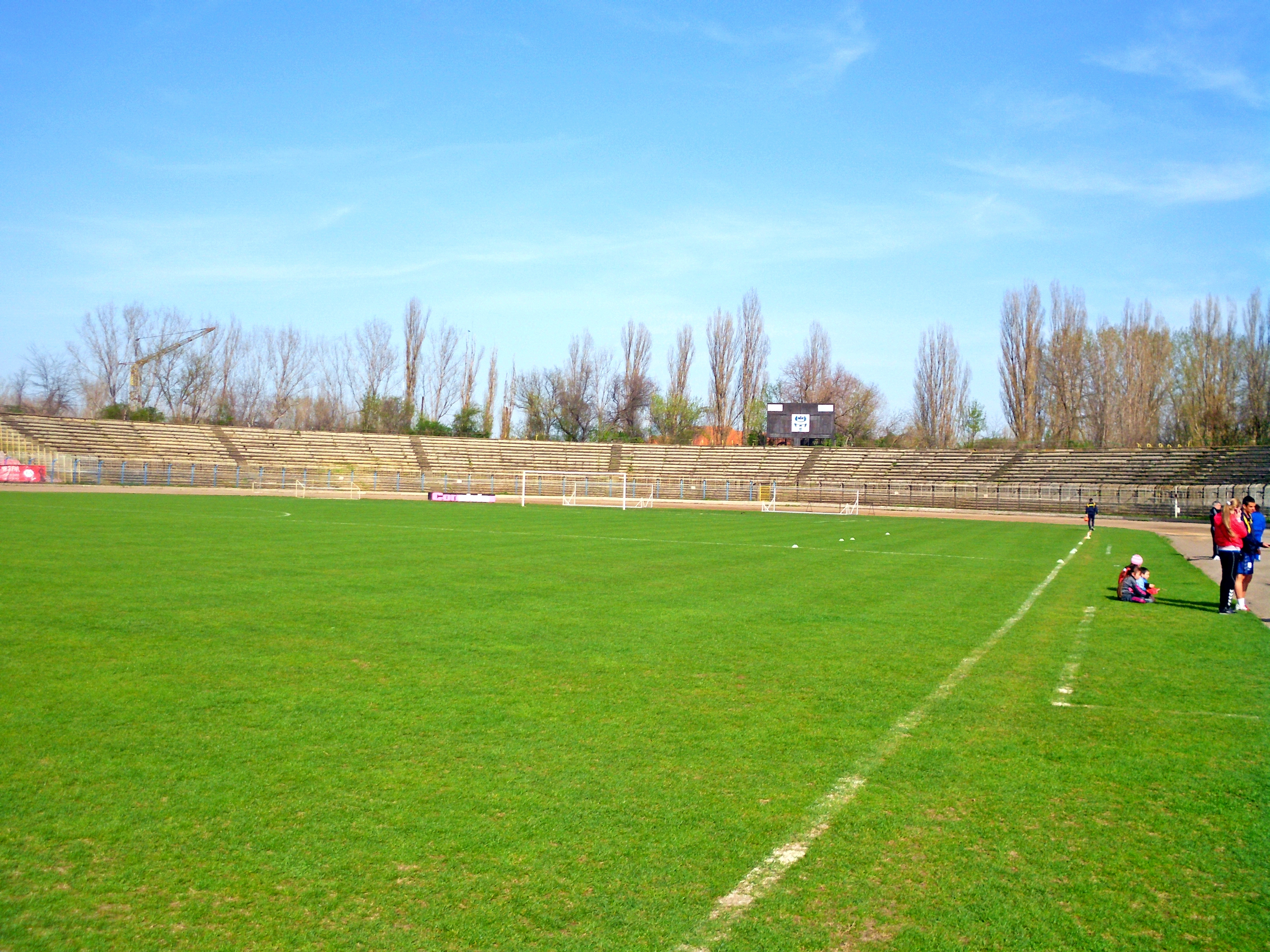
Stadion Municipal Brăila
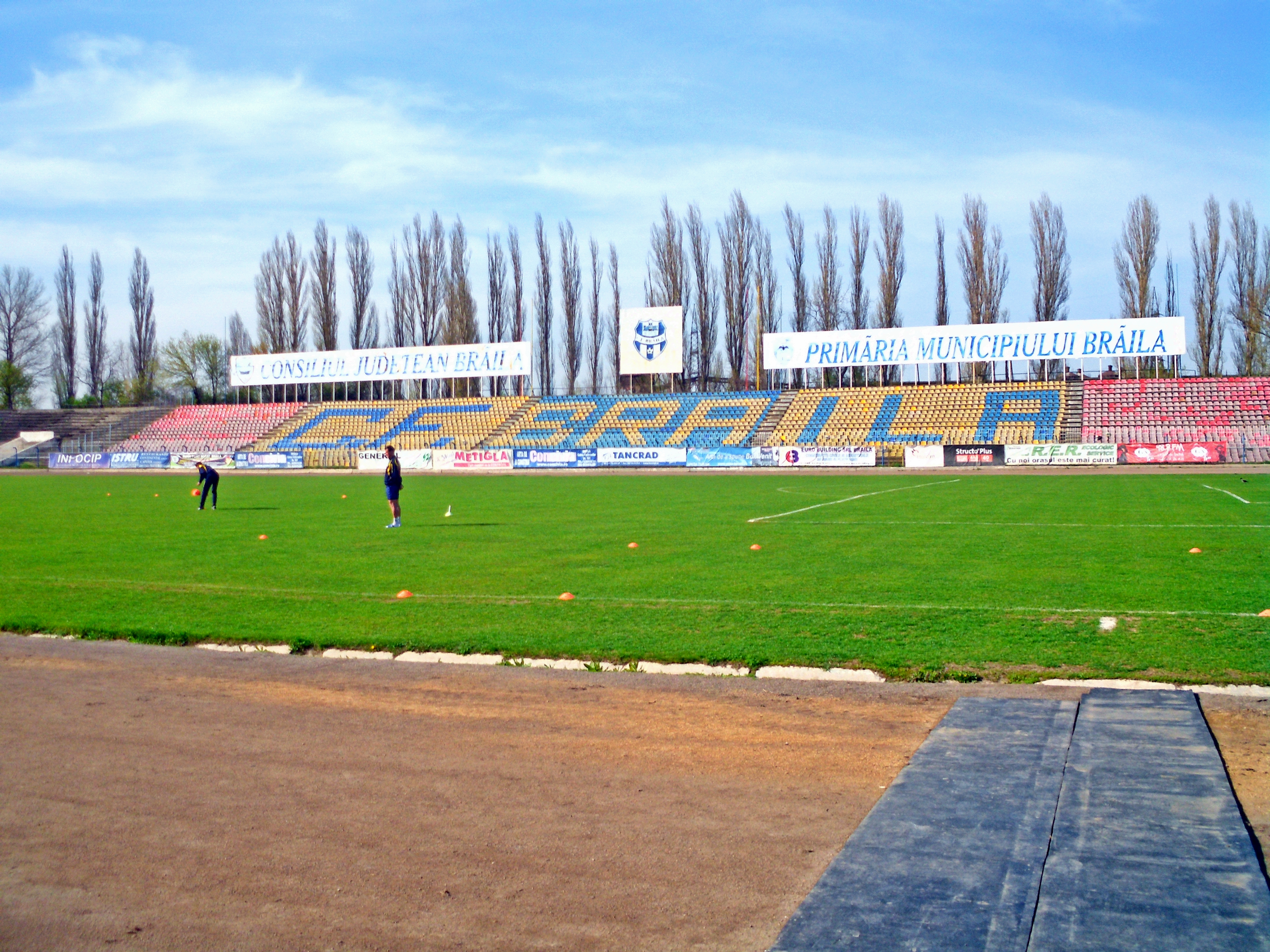
Stadion Municipal Brăila
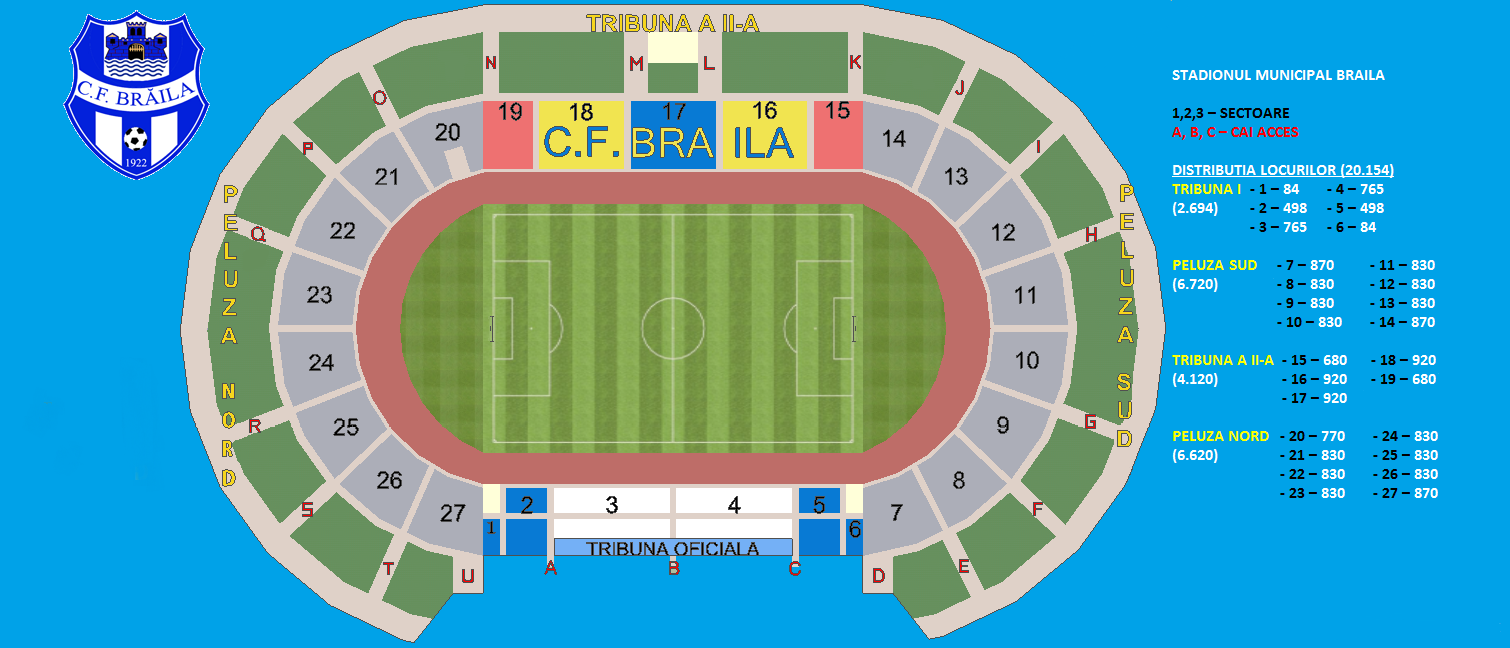
Planul stadionului